# 10 Pułk Piechoty (PSZ)
10 Pułk Piechoty (10 pp) – oddział piechoty Wojska Polskiego we Francji.

## Formowanie i zmiany organizacyjne
Prace organizacyjne mające na celu ustalenie wstępnej obsady oficerskiej 10 pułku piechoty wchodzącego organizacyjnie w skład 4 Dywizji Piechoty rozpoczęto 19 kwietnia 1940 we francuskim obozie wojskowym Les Sables-d′ Ollone, a od 15 maja 1940 w ośrodku Parthenay. 22 maja 1940  Naczelny Wódz rozkazem nr 415/Tj.O.I./40 polecił formować 4 Dywizję Piechoty, a w jej składzie 10 pułk piechoty. Z dniem 24 maja 1940 kadra pułku, czyli ponad 130 oficerów i podoficerów gotowa była na przyjęcie poborowych z Francji i nielicznych ochotników, którzy przedarli się z terenu Polski. Od 3 czerwca do pułku zaczęli przybywać pierwsi rekruci z emigracji. Byli to w większości poborowi starszych roczników. Ogółem od 3 do 14 czerwca 1940 do pułku wcielono około 1 000 żołnierzy. Rekrutów w większości umundurowano, ale pułk nie otrzymał prawie żadnego wyposażenia i środków transportu. Jako broń przydzielono kilkadziesiąt sztuk archaicznych czarno prochowych karabinów (cała dywizja otrzymała 260 szt.)  11 mm Gras mle 1874 i 600 szt. amunicji do nich. W trakcie prac organizacyjnych nad formowaniem, pułk 18 i 19 czerwca 1940 na rozkaz Ministra Spraw Wojskowych marszem pieszym i samochodami z 10 Brygady Kawalerii Pancernej, przemieścił się do miejscowości La Pallice w pobliżu portu w La Rochelle. Skąd po zwolnieniu 80% żołnierzy z emigracji z Francji, na brytyjskim węglowcu "Abderpool", w dniach 19-20 czerwca, reszta pułku wraz z innymi żołnierzami 4 DP oraz innych oddziałów odpłynęła do Wielkiej Brytanii.

## Żołnierze pułku
- Dowódcy pułku[4]:

płk dypl. Roman Saloni (19 IV - 4 VI 1940)
płk dypl. Józef Jaklicz (4 - 22 VI 1940)
- Szef sztabu pułku – mjr dypl. Wacław Sosnkowski[5]
- Dowódca I batalionu – ppłk dypl. Edward Ulanicki[5]
- Dowódca II batalionu – ppłk Władysław Czuma[5]
- Dowódca III batalionu – mjr Marcin Rotter[5]